# Batalha de Saint-Quentin
A Batalha de Saint-Quentin, também chamada de Batalha de Guise, foi uma batalha travada entre tropas alemãs e francesas durante o início da Primeira Guerra Mundial.

## Batalha
Na noite de 26 de agosto de 1914, os Aliados retiraram-se de Le Cateau para St. Quentin.
Com a retirada em toda a linha, o comandante-em-chefe das forças francesas, Joseph Joffre, precisava do Quinto Exército (General Charles Lanrezac) para conter o avanço alemão com um contra-ataque, apesar de um 4 mi (6,4 km) separação do Quarto Exército francês no flanco direito e a retirada contínua da Força Expedicionária Britânica (BEF) no flanco esquerdo. O movimento do Quinto Exército durou quase todo o dia 28 de agosto, passando da face norte para a face oeste contra St. Quentin.
Em 29 de agosto, o Quinto Exército atacou St. Quentin com toda sua força. Os alemães receberam ordens de um oficial francês e do general Karl von Bülow, comandante do 2º Exército alemão, e teve tempo para se preparar. Os ataques contra a cidade pelo XVIII corpo foram um fracasso caro, mas os X e III corpos da direita foram reunidos pelo comandante do I Corpo de exército, General Louis Franchet d'Esperey. Avanços à direita foram feitos contra Guise e forçaram os alemães, incluindo o Corpo de Guarda, a recuar.
Naquela noite, Joffre ordenou que Lanrezac retomasse sua retirada e destruísse as pontes sobre o Oise enquanto ele caía para trás. As ordens não chegaram ao Quinto Exército até a manhã de 30 de agosto, e a retirada começou com várias horas de atraso. O movimento não foi contestado pelo 2º Exército, que não atacou nem perseguiu.
Bülow descobriu que o 2º Exército estava separado pelo Oise, o que oferecia a possibilidade de envolver o ataque francês com contra-ataques de ambos os flancos. O risco de que os franceses pudessem explorar a lacuna de 15 km (9,3 mi) entre os flancos internos do 2º Exército levou Bülow a escolher uma política cautelosa de prevenção do perigo e ordenou que as corporações nos flancos internos se fechassem e contra-atacassem o X Corpo de exército francês. No final da tarde, os ataques franceses foram repelidos e a 14ª Divisão recebeu ordens de avançar da área de Somme para intervir na batalha. O comandante da divisão ignorou a ordem de deixar a divisão descansar e se preparar para um avanço sobre La Fère para apoiar o Quinto Exército. Tenente-General Karl von Einem, o VII Corpo de Exército. O comandante foi derrotado e todos os corpos do 2º Exército receberam ordem de atacar e obter uma vitória decisiva. Bülow relatou a batalha ao Oberste Heeresleitung (OHL, comando supremo dos exércitos alemães) por wireless como uma vitória, mas durante a noite, documentos capturados revelaram que treze divisões francesas atacaram 6½ divisões alemãs. Bülow enviou um oficial de estado-maior para o 1º Exército (General Alexander von Kluck), para solicitar apoio para o ataque de 30 de agosto. Surgiram dúvidas de que o Corpo de Guarda poderia atacar pela manhã devido à exaustão e o comandante foi autorizado a retirar-se para trás do Oise se necessário; a possibilidade de envolver o flanco esquerdo francês havia passado e as operações para vantagem local foram ordenadas para a manhã.
Os franceses retomaram a ofensiva na manhã de 30 de agosto, mas só conseguiram ataques desarticulados que foram repelidos; Os contra-ataques alemães começaram antes do meio-dia. O terreno no vale de Oise era pantanoso, cortado por riachos profundos e coberto por vegetação rasteira, com terreno ascendente além. A infantaria alemã progrediu lentamente por meio de extensos bombardeios de artilharia de ambos os lados. No início da tarde, relatórios de reconhecimento de aeronaves mostraram que os franceses haviam começado a se retirar para a retaguarda. Bülow ordenou uma perseguição por pequenos grupos de infantaria com artilharia de campanha, enquanto a força principal fez uma pausa para descansar, devido à exaustão e à preocupação de que a fortaleza de La Fère obstruía um avanço geral e teria que ser mascarada enquanto o 1º Exército envolvia os franceses de o oeste e, em seguida, atacou em 1 de setembro. A perseguição do 2º Exército por pequenas forças levou apenas quatro armas,16 metralhadoras e c. 1 700 prisioneiros.